# 赵凤 (后周)
赵凤（？—953年），五代十国后晋、后汉、后周将领，冀州枣强县人。
赵凤小时候读书，举童子科。长大后，却以杀人暴掠为业，官吏不能禁止。安重榮担任成德节度使，招集叛亡，赵凤应募，既而犯法当初死，于是打破枷锁越狱逃走。天福年间，赵延寿为契丹向导，每年侵略深州、冀州，赵凤和荆罕儒前去依附。辽太宗任命他为羽林军使，升任为羽林都指挥使，令率兵在边境，祸害贝州、冀州之民。后晋末年，契丹攻入开封、洛阳，赵凤跟随至东京，授为宿州防御使。后汉高祖刘知远即位，赵凤回朝再任河阳行军司马。乾祐初年，入朝为龙武将军。为父丁忧，起复为右千牛卫大将军。后汉末年，都城大乱，只有赵凤院落，兵不敢犯。后周广顺初年，担任宋、亳、宿三州巡检使。赵凤出自草莽，知道盗贼隐藏之地，于是诱骗贼首到麾下厚待，每次下令出动，没有不擒获盗贼的，但是平民也因捕盗而多有破产。赵凤善于奉承人，使臣经过，他倾财厚赂，故得美誉而掩盖丑迹。周太祖郭威任命他为单州刺史。赵凤处理刑狱，胡作非为。强夺他人妻女，又以进奉南郊祭祀为名，强征当地百姓的财货，被人告发。广顺三年十二月，周太祖下诏削夺赵凤官爵，不久后将他赐死。